# 东齐瓦地区圣马洛 (涅夫勒省)
东齐瓦地区圣马洛（法語：Saint-Malo-en-Donziois）是法国涅夫勒省的一个市镇，属于卢瓦尔河畔科斯内-库尔区（Cosne-Cours-sur-Loire）东齐县（Donzy）。该市镇总面积14.81平方公里，2009年时的人口为134人。

## 人口
东齐瓦地区圣马洛人口变化图示